# 志道元義
志道 元義（しじ もとよし）は、江戸時代の武士。毛利氏の家臣で長州藩士。内藤元珍の次男で、兄に志道元宣。

## 生涯
慶長11年（1606年）、毛利氏家臣の内藤元珍の次男として生まれる。
慶長20年（1615年）、祖父の内藤元盛（佐野道可）が大坂の陣で豊臣方に味方したため切腹したことに伴い、父の元珍と叔父の粟屋元豊も毛利輝元の命によって切腹し、内藤家は断絶となった。内藤家の断絶により、元宣と元義の兄弟は母方の志道姓を名乗る。元和4年（1618年）12月14日に元服し、輝元から「元」の偏諱を与えられて「志道元義」と名乗り、元和9年（1623年）12月30日に「忠左衛門尉」の官途名を与えられた。
初め輝元の代に小姓として召し出されて以後、輝元、秀就、綱広の3代に仕え、寛文5年（1665年）11月3日に死去した。享年60。跡を子の恒義が継いだ。